# 中国関係記事の一覧
中国関係記事の一覧（ちゅうごくかんけいきじのいちらん）
ここでは中華人民共和国および中華民国に関連する記事をまとめて記載する。

## 共通項目
- 華僑
- 漢字
- 故宮博物院
- 国共内戦
- 儒教
- 書道
- 尖閣諸島
- 台湾問題
- 中華文化
- 中華民族
- 中華料理
- 中国
- 中国語
- 中国の歴史
- 中国麻雀
- 伝統中国医学
- 道教
- 北京語
- 媽祖
- 南シナ海

## 中華人民共和国

### あ行
- アジアインフラ投資銀行
- 一帯一路
- 1兆元クラブ
- 粤劇劇団一覧
- 延辺朝鮮族自治州
- 王羲之
- 温家宝
- Lam Yee Man

### か行
- 改革開放
- 核兵器
- 華国鋒
- カシミールプリンセス号爆破事件
- 漢語ピン音
- 簡体字
- 広東語
- 義勇軍進行曲（中華人民共和国の国歌）
- 金海心
- 京滬高速鉄道
- 経済特区
- ケディ
- 黄河
- 孔子
- 江沢民
- 胡錦涛
- 呉儀
- 国務院総理
- 黒竜江
- 国家民族事務委員会
- 国家歴史文化名城
- 国共内戦
- 呉青
- ゴビ砂漠

### さ行
- 最高国務会議 (中華人民共和国)
- 三大ボイラー
- 識字運動
- 四五天安門事件
- 小湯山医院
- 上海協力機構
- 上海国際博覧会
- 上海中山医院
- 朱鎔基
- 周恩来
- 習近平
- 朱徳
- 女子十二楽坊
- 新開発銀行（BRICS開発銀行）
- 新華社
- 新疆生産建設兵団
- 神舟5号
- 人民公社
- 人民元
- 人民元改革
- 千島湖事件
- 全国人民代表大会
- 全国人民代表大会常務委員会
- 成克傑
- 青蔵鉄道
- 西部大開発
- 尖閣諸島問題
- 曾子（孔子の弟子の一人）
- 曽慶紅
- 走向共和（連続TVドラマ）
- 喪文化
- 夏煊澤

### た行
- 大躍進政策
- タクラ＝マカン砂漠
- ダライ・ラマ
- 単位 (社会組織)
- チベット
- 中華人民共和国憲法
- 中華人民共和国国防委員会
- 中華人民共和国国務院
- 中華人民共和国主席
- 中華人民共和国製の航空機一覧
- 中華人民共和国大飢饉
- 中華人民共和国の行政区分
- 中華人民共和国の国歌→義勇軍進行曲
- 中華人民共和国の国章
- 中華人民共和国の国旗
- 中華人民共和国の国際関係
- 中華人民共和国の戸籍制度
- 中華人民共和国の住宅
- 中華人民共和国の世界遺産
- 中華人民共和国の選挙制度
- 中華人民共和国の鉄道
- 中華人民共和国のナンバープレート識別記号一覧
- 中華人民共和国の身分証制度
- 中華ソビエト共和国
- 中華之星
- 中華文明探源プロジェクト
- 中国イスラム協会
- 中国行政区分の人口一覧
- 中国行政区分の面積一覧
- 中国行政区分別総生産一覧
- 中国共産党
- 中国共産党革命根拠地
- 中国共産党中央委員会
- 中国共産党中央委員会主席
- 中国共産党中央委員会総書記
- 中国共産党中央書記処
- 中国共産党中央政治局
- 中国共産党中央政治局常務委員会
- 中国系アメリカ人
- 中国国民党革命委員会
- 中国サッカー・スーパーリーグ
- 中国女子バスケットボールリーグ
- 中国人民銀行
- 中国人民解放軍
- 中国新民党
- 中国製造2025
- 中国全国運動会
- 中国における携帯電話
- 中国の警察
- 中国の五カ年計画
- 中国の古典の時代別一覧
- 中国の出版社の一覧
- 中国の少数民族
- 中国の仏教
- 中国法制史
- 中国プロバスケットボールリーグ
- 中国野球リーグ
- 長江
- 趙紫陽
- 張紹成
- 長征 (ロケット)
- 朝鮮戦争
- 朝鮮族
- 周筆暢
- チョモランマ
- 通用ピン音
- DeepSeek（ディープシーク）
- 天安門事件
- 天安門
- 天安門広場
- 天安門 (小説)
- 韜光養晦
- 鄧小平
- Dodolook
- 東清鉄道

### な行
- 日中関係史
- 日中記者交換協定
- 日中共同声明
- 日中国交正常化
- 日中平和友好条約

### は行
- ハルピン虹橋医院
- パンダ物語
- 八路軍
- 韓紅
- 便衣兵
- 東トルキスタン
- ヒマラヤ山脈
- 東シナ海
- HERO
- 拼音
- プーアル茶
- 普通話
- 福建語
- BRICS
- 文化大革命
- 米中関係
- 2008年北京オリンピック
- 2022年北京オリンピック
- 鮑喜順
- 法輪功
- 香港

### ま行
- 茅台酒
- マカオ
- 満洲
- 民工
- メコン川
- 毛沢東

### や行
- 靖国神社参拝問題

### ら行
- 李鵬
- 劉暁波
- 劉少奇
- 劉賓雁
- 劉炳森
- 劉連仁
- 遼東半島
- 林彪
- 六四天安門事件
- 盧漢

### わ行
- 万達集団
- 万達広場

## 中華民国（1912年 - 1949年）

### あ行
- 汪兆銘
- 汪兆銘政権
- 袁世凱

### か行
- 五四運動
- 国民政府
- 国民政府主席
- 国共合作
- 国共内戦
- 護法運動

### さ行
- 上海クーデター
- 蔣介石
- 辛亥革命
- 西安事件
- 孫文

### た行
- 対華21ヶ条要求
- 中華ソビエト共和国
- 中華帝国 (1915年-1916年)
- 中華民国
- 中華民国 (1912年-1949年)
- 中華民国憲法
- 中華民国総統
- 中華民国大総統
- 中華民国の歴史
- 中華民国臨時約法
- 中国国民党
- 中国国民党 (汪兆銘政権)
- 中原大戦
- 中独合作
- 張作霖
- 張作霖爆殺事件
- 通州事件

### な行
- 南京国民政府
- 日中戦争
- 二・二八事件

### は行
- 武漢国民政府

### ま行
- 満洲国
- 満洲事変
- 満蒙問題
- 南満洲鉄道

### ら行
- 盧溝橋事件